# 嚴孝燮
嚴孝燮（韓語：엄효섭，1966年10月24日—），韓國男演員。

## 演出作品

### 電視劇
- 2007年：MBC《謝謝》
- 2007年：MBC《H.I.T》飾演 白秀正
- 2007年：KBS《仁順真漂亮》飾演 徐慶俊
- 2009年：KBS《男人的故事》飾演 秘書
- 2009年：tvN《三男子》
- 2009年：MBC《善德女王》飾演 廉宗
- 2009年：MBC《向大地頭球》飾演 一名警察
- 2011年：KBS《重案組》飾演 刑警
- 2011年：SBS《武士白東修》飾演 白司弘
- 2011年：KBS《公主的男人》飾演 李塏
- 2011年：MBN《來了來了終於來了》飾演 孔社長
- 2012年：MBC《神的晚餐》飾演 高才哲
- 2012年：JTBC《症候群》飾演 朴善宇
- 2012年：tvN《仁顯王后的男人》飾演 閔黯
- 2012年：MBC《黃金時刻》飾演 金敏俊
- 2012年：KBS《學校2013》飾演 嚴大雄
- 2013年：tvN《Nine：九回時間旅行》飾演 吳哲民
- 2013年：MBC《九家之書》飾演 朴武率
- 2013年：SBS《黃金帝國》飾演 崔元載
- 2013年：MBC《Two Weeks》飾演 韓正佑
- 2013年：SBS《來自星星的你》飾演 千民久
- 2013年：MBC《黃金彩虹》飾演 張德守（相片出演）
- 2014年：JTBC《山蒜醬湯：12年後的重逢》飾演 張國父
- 2014年：KBS《Big Man》飾演 姜星旭
- 2014年：KBS《朝鮮槍手》飾演 鄭回嶺
- 2014年：KBS《Drama Special－不一樣的哭泣》飾演 柳正哲
- 2014年：SBS《秘密之門》飾演 閔百祥
- 2014年：tvN《詐欺遊戲》飾演 多靜父
- 2015年：tvN《Heart to Heart》飾演 高在雄
- 2015年：SBS《人生追擊者李載求》飾演 金泰秀
- 2015年：JTBC《為純情著迷》飾演 鄭南洙
- 2015年：MBC《華政》飾演 洪霙
- 2015年：SBS《Remember－兒子的戰爭》飾演 洪武錫
- 2016年：KBS《Master－麵條之神》飾演 崔成道
- 2016年：SBS《Doctors》飾演 陳明勳
- 2016年：MBC《購物王路易》飾演 金浩俊
- 2017年：SBS《超人家族2017》飾演 崔錫文
- 2017年：tvN《秘密森林》飾演 朴武成
- 2017年：MBC《王在相愛》飾演 李承休（朝鲜语：이승휴）
- 2017年：tvN《名不虛傳》飾演 許浚
- 2017年：SBS《當你沉睡時》飾演 朴全武
- 2017年：MBC《不是機器人啊》飾演 吳博士
- 2018年：JTBC《Life》飾演 李相燁
- 2018年：MBC《我身後的陶斯》飾演 申宇哲
- 2018年：SBS《福秀回來了》飾演 金貴昌
- 2019年：tvN《會讀心術的那小子》飾演 殷炳浩
- 2019年：SBS《醫生耀漢》飾演 姜伊文
- 2019年：MBC《意外發現的一天》飾演 殷武英
- 2019年：TV朝鮮《揀擇－女人們的戰爭》飾演 白茲勇
- 2020年：KBS《Oh！三光公寓！》飾演 朴弼洪[1]
- 2020年：KBS《Do Do Sol Sol La La Sol》飾演 具萬秀
- 2020年：tvN《九尾狐傳》飾演 电视台老板
- 2020年：tvN《Start-Up》飾演 元杜庭
- 2021年：KBS《五月的青春》飾演 李昌根[2]
- 2021年：tvN《智異山》飾演 梁瑾卓
- 2022年：Netflix《殭屍校園》飾演 校長
- 2022年：Disney+《第六感之吻》飾演 金海鎮
- 2023年：JTBC《代理公司》飾演 崔基浩（特別出演)
- 2023年：ENA《幸福對決》飾演 吳中根（特別出演）[3]
- 2023年：Netflix《絕世網紅》飾演 朴慶裴
- 2023年：MBC《烈女朴氏契約結婚傳》飾演 朴才源[4]
- 2024年：tvN《魅惑之人》飾演 吳煜奐[5]
- 2024年：Disney+《支配物种》饰演 鲜于根
- 2024年：KBS《美女與純情男》飾演 陳尚久[6]

- 2025年：TVING《春畫戀愛談》飾演 宰相

### 電影
- 2001年：《春逝》
- 2001年：《黃頭髮2》
- 2002年：《雙重間諜》
- 2003年：《星》
- 2004年：《可能出現的變化》
- 2004年：《待到春花爛漫時》
- 2006年：《羅曼史》
- 2007年：《華麗的假期》
- 2009年：《影子殺人》
- 2009年：《海洋男孩》
- 2011年：《熔爐》
- 2012年：《咖啡》
- 2012年：《R2B：返回基地》
- 2014年：《江南1970》
- 2018年：《分秒幣爭》飾演 前經濟首席

## 獎項
- 2000年：新春文藝演技獎
- 2002年：浦項國際舞台劇節－男子演技獎
- 2009年：東亞舞台劇獎－男子演技獎
- 2013年：APAN Star Awards－最佳演繹獎

## 外部連結
- 嚴孝燮在NAVER上的资料
- 嚴孝燮在Daum上的资料
- 嚴孝燮在韩国电影数据库（KMDb）上的資料（韓語）
- 嚴孝燮在互联网电影资料库（IMDb）上的資料（英文）